# Bouilly (Marne)
Bouilly település Franciaországban, Marne megyében. Lakosainak száma 229 fő (2022. január 1.). Bouilly Bligny, Chaumuzy, Courmas, Jouy-lès-Reims, Pargny-lès-Reims, Saint-Euphraise-et-Clairizet és Ville-Dommange községekkel határos.

## Népesség
A település népességének változása:
| Lakosok száma | 80   | 158  | 166  | 161  | 182  | 188  | 203  | 220  | 225  | 229  |
|               | 1968 | 1982 | 1990 | 2006 | 2013 | 2015 | 2017 | 2019 | 2020 | 2022 |